# Petraio

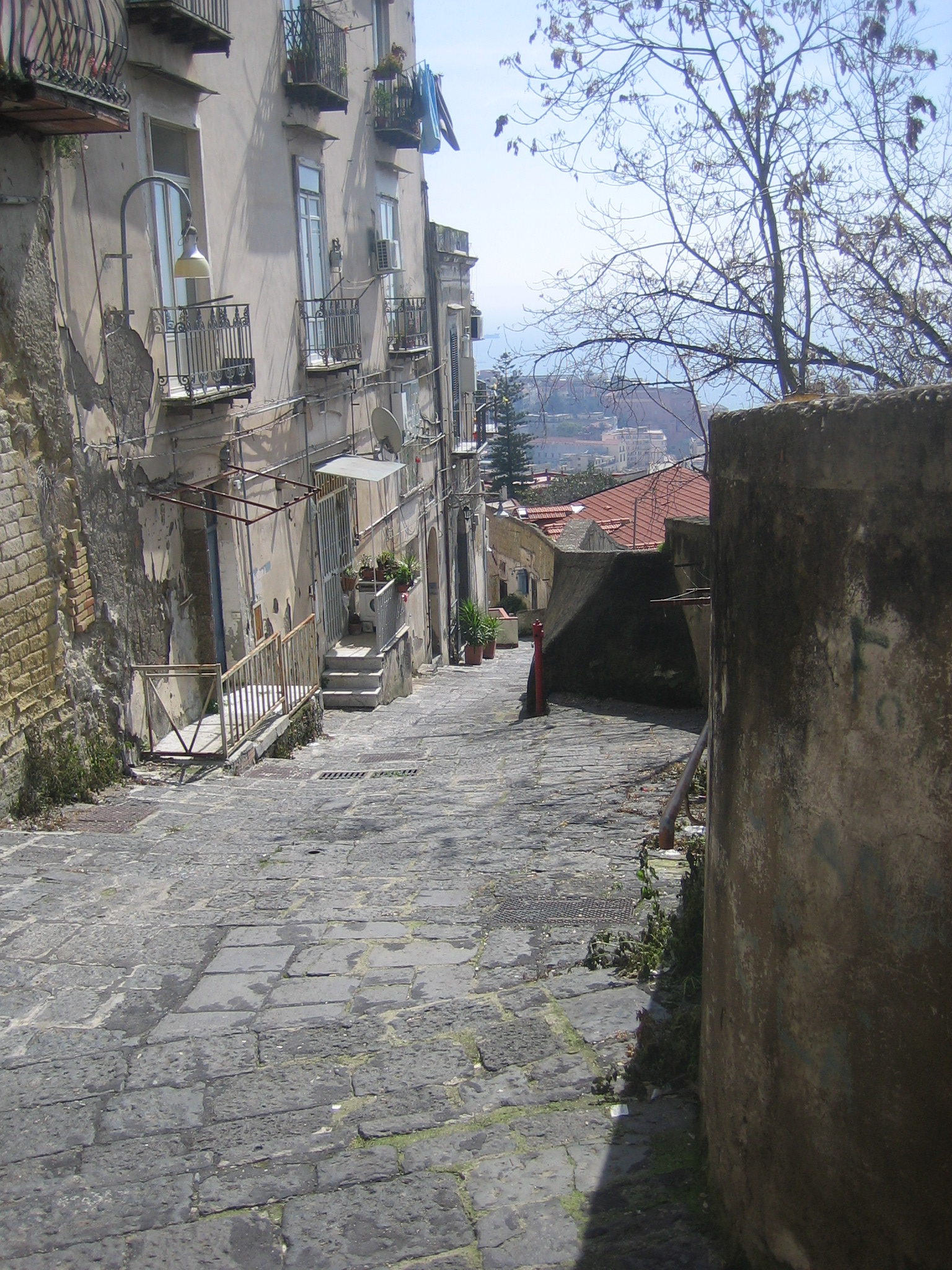
Salita del Petraio.

Il Petraio è una zona di Napoli che prende il nome dell'omonimo borgo (Gradini del Petraio, Discesa del Petraio, Vico del Petraio, Largo del Petraio, Rampe del Petraio, Salita del Petraio, Via Filippo Palizzi e Via Achille Vianelli) sulla collina del Vomero.
Il termine Petraio non deriva dal nome di una cava di pietre, ma da un luogo dove le piogge alluvionali depositano i ciottoli; il tracciato della salita ricalca il tracciato di uno dei tanti alvei alluvionali del Vomero, dove successivamente venne realizzato un borgo che con il passare degli anni è diventato un luogo per famiglie benestanti, oggi nel quartiere sono presenti architetture di Liberty napoletano realizzate nei primi anni del XX secolo. La zona è collegata al Corso Vittorio Emanuele con la Salita del Petraio nonché con i Gradoni Santa Maria Apparente e collegato al quartiere Vomero con Via Filippo Palizzi e con i Gradini del Petraio.

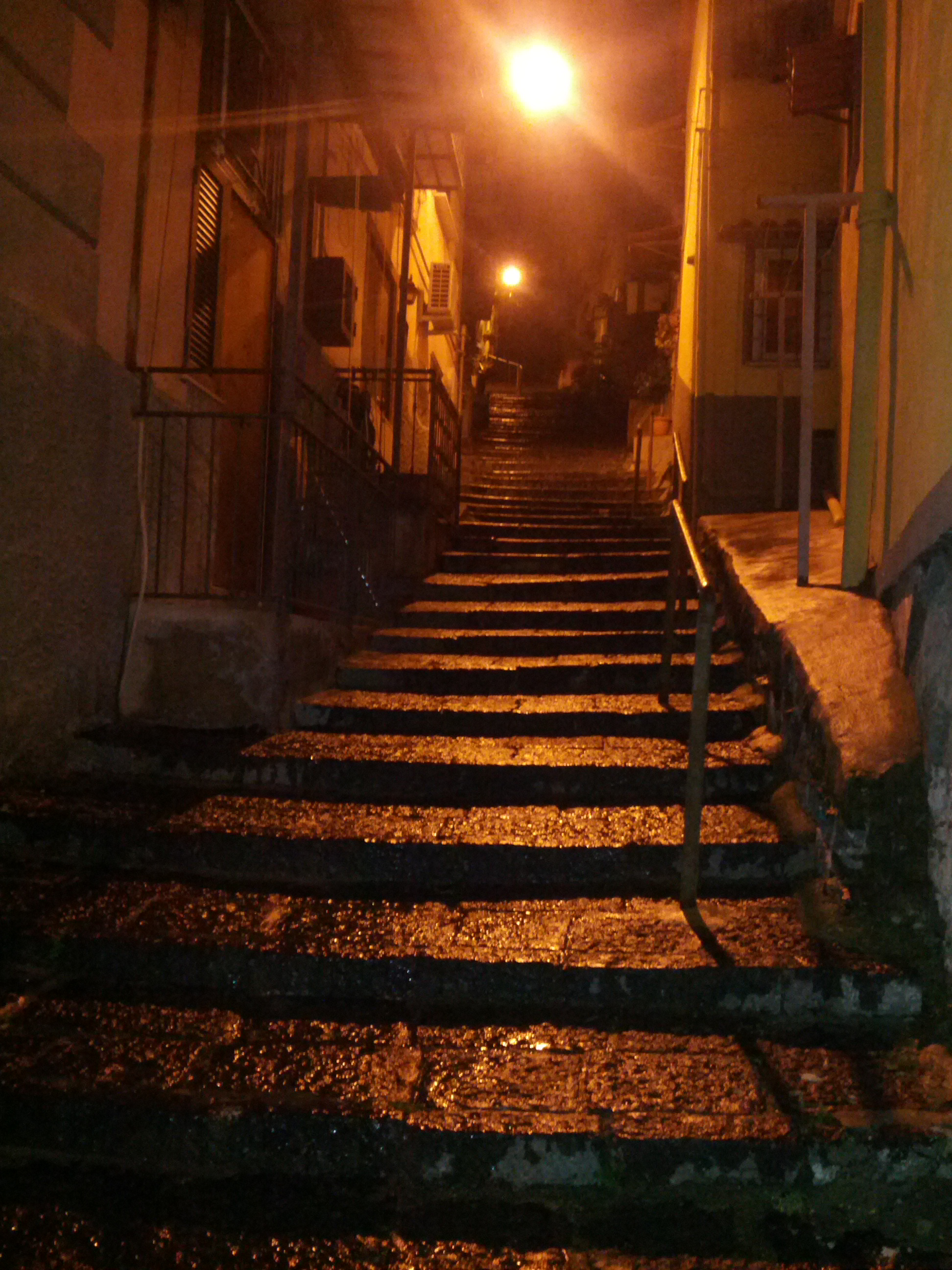
Gradini del Petraio, Napoli

La zona è servita dalle stazioni Palazzolo-Parco Marcolini (Via Filippo Palizzi) della Funicolare di Chiaia e, molto più comodamente, dalla stazione Petraio (Salita del Petraio e Via Filippo Palizzi) della Funicolare Centrale. Le strade che collegano il Petraio verso il Vomero sono spesso indicate come La santarella in virtù della presenza di Villa Santarella li ubicata.

## Curiosità
- Nel film Le quattro giornate di Napoli, nelle prime fasi della sommossa napoletana si può sentire un giovane gridare: "Pe 'e criature r' 'o Petraio!"[4].
- Popolarmente nel borgo viene utilizzata l'espressione saglì ncoppa â Santarella, che sta ad indicare la necessità di recarsi dal Petraio verso Villa La Santarella e Piazza Vanvitelli.